# خلود دعيبس
خلود فرنسيس خليل دعيبس معمارية فلسطينية، ولدت في القدس لأسرة من قرية الزبابدة في الضفة الغربية، خدمت كوزيرة للسياحة في السلطة الوطنية الفلسطينية  تولت وزارة شؤون المرأة في حكومة الطوارئ. نالت الدكتورة دعيبس شهادة بالهندسة المعمارية من جامعة هانوفر في ألمانيا. وهي مديرة مركز حماية التراث والثقافة في بيت لحم وهي محاضرة أيضا في برنامج وزارة السياحة بجامعة بيت لحم. الآن من أنشط النساء العاملات في مجال الثقافة والتراث في فلسطين.